# カギハシオオハシモズ
カギハシオオハシモズ（学名：Vanga curvirostris）はオオハシモズ科カギハシオオハシモズ属の鳥類の1種。

## 分布
マダガスカル島固有種

## 形態
全長約25-29センチメートル。嘴の色は黒で長くがっしりしている。

## 生態
食性は肉食性で、セミなどの大型昆虫やカメレオン、ネズミキツネザルなども食べることがある。捕食の際には獲物を枝に叩きつけたり、とげに串刺しにして嘴で引き千切ったりして食べる。
繁殖形態は卵生。おもに樹上にクモの糸を使って椀型の巣を作る。